# Gianina Beleagă
Gianina Elena Beleagă, född 21 maj 1995, är en rumänsk roddare. 
Beleagă tävlade för Rumänien vid olympiska sommarspelen 2016 i Rio de Janeiro, där hon tillsammans med Ionela-Livia Lehaci slutade på 8:e plats i lättvikts-dubbelsculler. Vid olympiska sommarspelen 2020 i Tokyo slutade Beleagă på 6:e plats tillsammans med Ionela-Livia Lehaci i lättvikts-dubbelsculler.